# UN-Depotbibliothek
Eine UN-Depotbibliothek (auch Depositarbibliothek der Vereinten Nationen, engl. United Nations Depository Library) ist eine von den Vereinten Nationen anerkannte Bibliothek, deren Aufgabe es ist, Veröffentlichungen und Dokumente der Vereinten Nationen sowie Veröffentlichungen der UN-Sonderorganisationen zu sammeln und der Öffentlichkeit zugänglich zu machen. Die UN-Depotbibliotheken sind Teil eines weltweiten Bibliothekssystems der Vereinten Nationen, das von der Dag-Hammarskjöld-Bibliothek geleitet wird.

## Geschichte
Die United Nations Library mit Sitz in New York City wurde 1946 gegründet. Die ersten UN-Depotbibliotheken wurden bereits im folgenden Jahr in Zusammenarbeit mit lokalen Bibliotheken gegründet. Nach dem Unfalltod von Dag Hammarskjöld wurde die United Nations Library in New York am 16. November 1961 in Dag-Hammarskjöld-Bibliothek umbenannt. Die Depository Libraries sind Teil eines globalen Informationsnetzwerks der Vereinten Nationen. Dieses Netzwerk umfasst heute mehr als 350 Bibliotheken in 134 Ländern.

## UN-Depotbibliotheken in deutschsprachigen Ländern

### Deutschland
- Walther-Schücking-Institut für Internationales Recht an der Universität Kiel (seit 10/1948)
- Max-Planck-Institut für ausländisches öffentliches Recht und Völkerrecht – United Nations Depository Library (seit 10/1949)
- Freie Universität Berlin – Universitätsbibliothek (seit 5/1956)
- Staatsbibliothek zu Berlin – Preußischer Kulturbesitz (seit 5/1956)
- Thüringer Universitäts- und Landesbibliothek/ZWB – Depositarbibliothek der Vereinten Nationen (seit 4/1957)
- Bayerische Staatsbibliothek (seit 4/1956)
- Universitätsbibliothek Potsdam (10/1995–12/2019)

### Österreich
- Herbert-Batliner-Europainstitut in Salzburg (seit 6/1996)
- United Nations Information Center (UNIC) in Wien

### Schweiz
- Hochschulinstitut für internationale Studien und Entwicklung in Genf (seit 6/1947)
- United Nations Information Center (UNIC) in Genf